# Дан борбе против маларије
Дан борбе против маларије (енгл. World Malaria Day) се обележава сваког 25. априла и одаје признање глобалним напорима за контролу маларије.
На глобалном нивоу 3,3 милијарде људи, у 106 земаља је у непосредној опасности од маларије. Највише погођени делови су афрички континент, Азија и Латинска Америка, а у мањем делу и Блиски исток и неки делови Европе. У 2012. години маларија је проузроковала око 627.000 смртних случајева, углавном међу афричком децом.
Дан борбе против маларије је једна од 11 званичних глобалних кампања за јавно здравље које обележава Светска здравствена организација (СЗО).
Према најновијем извештају о маларији глобални број оболелих достигао је 429.000 смртних случајева и 212 милиона нових случајева у току те године.
У медицинском смислу, маларија представља инфективну болест, коју изазива ситан паразит Plasmodiuм. Постоје четири врсте Plasmodiuma – falciparum, vivax, malariae и ovale. Инфекција фалципарумом може највише угрозити организам, док се ова врста паразита простире у пределима око Екватора. Остале, мање опасније врсте, се настањују у тропским пределима, а за Plasmodium ovale карактеристичан је предео западне Африке.
Маларија се преноси убодом женке комарца из рода Anopheles. Унутар тела комарца долази до размножавања наведених паразита, које се приликом угриза уносе у крвоток човека (или других сисара), што касније резултира обољењем. Маларија се преноси крвљу и на друге начине попут трансфузије зараженом крви, трансплатације органа, употребом коришћене игле од стране заражене особе или преносом са заражене мајке на новорођенчад приликом порођаја.
Инкубација зависи од врсте и креће се од седам дана до чак неколико месеци и година.
Први симптоми су неспецифични: главобоља, болови у мишићима, мучнина, повраћање. Онда следе класични симптоми: језа, грозница и повишена температура која се јавља у карактеристичним временским интервалима што је значајно за дијагнозу.
Лабораторијска дијагноза се поставља микроскопирањем густе капи обојене специјалном методом, серолошким методама и PCR – ом.
Лечење се спроводи антималаричним лековима у зависности од подручја где се маларија изолује.
Превенција је контрола популације комараца, лична заштита и надзор над повратницима из подручја где је маларија још увек присутна.
Вакцине још увек немa.

## Историјат
Дан борбе против маларије је установљен маја 2007. године на шездесетој седници Светске здравствене скупштине, тела Светске здравствене организације. Обележава се са циљем образовања становништва у разумевању маларије и ширењу информација о годишњој интензивној примени националних стратегија за контролу маларије, укључујући активности у заједници за превенцију и лечење маларије у ендемским областима. Претходи му Афрички дан маларије који је обележаван 25. априла од 2001, годину дана након што су четрдесет и четири земље ендемске маларије потписале „декларацију из Абуџе” на Афричком самиту о маларији. Светски дан маларије омогућава корпорацијама, као што је ExxonMobil, мултинационалним организацијама, као што је Malaria No More, и локалним организацијама, као што је Mosquitoes Suck Tour, да раде заједно на подизању свести о маларији и промени политике.
Етимологија маларије потиче од италијанске речи „mal – arija”, што би значило рђав ваздух. Ово значење повезано је са лошим испарењима у ваздуху изнад мочвара, што се сматра главним узрочником болести. Маларија има дугу историју и доводи се у везу са важним историјским догађајима. Повезује се са падом моћи Римског царства, где је била позната као „римска грозница”.
Ово није случајно, зато што су делови јужне Италије углавном мочварни и самим тим погодни за ширење болести. Такође је важила за главну здравствену претњу америчким војницима током Другог светског рата, што је резултирало великим бројем преминулих од маларије на афричком и јужнопацифичком ратишту.

## Догађаји
Сваке године се Дан борбе против маларије организује са различитом темом:
- „Маларија: болест без граница” 2008.[9]
- „Одбројавање маларије” 2009—2010.[10]
- „Постизање напретка и утицаја” 2011.[11]
- „Одржи добитке, сачувај животе: Инвестирај у маларију” 2012.[12]
- „Инвестирајте у будућност: победите маларију” 2013—2015.[13]
- „Зауставимо маларију заувек” 2016.[14][15][16]
- „ХАЈМО да затворимо јаз” 2017.
- „Спремни да победимо маларију” 2018.
- „Нулта маларија почиње од мене” 2019—2021.[17]
- „Искористите иновације да бисте смањили терет болести маларије и спасили животе” 2022.[18]
- „Време је за испоруку нулте маларије: инвестирајте, иновирајте, имплементирајте” 2023.[19]
- „Убрзање борбе против маларије за праведнији свет” 2024.[20]